# Frutiger Aero

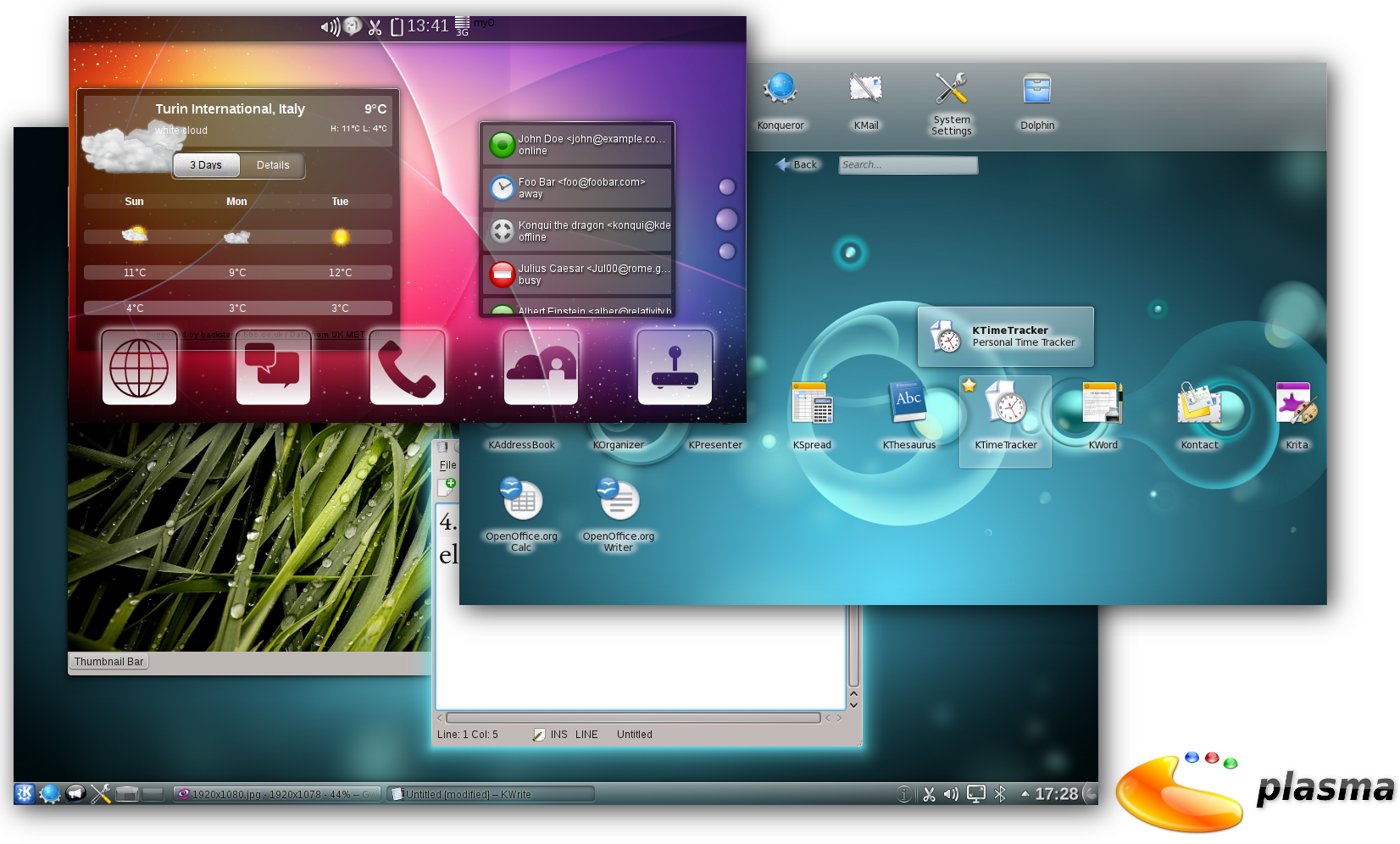
Frutiger Aeroのイメージ画像(KDE Plasma 4のUIが映っている)

Frutiger Aero（フルティガー・エアロ、別名：Web 2.0 Gloss）は、2004年から2013年頃まで流行したグラフィカルユーザインタフェース（以下、GUI）を始めとした様々な分野のデザイントレンドに名付けられたレトロニムであり、インターネット美学の一種である。
Frutiger Aeroという用語は消費者美学研究所（CARI）のソフィ・リーによって2017年に名付けられ、トレンドを形作ったGUIのWindows Aeroと当時のUIに多く使われていた書体のFrutiger（もしくはデザイナーのアドリアン・フルティガー）に由来している。

## 特徴
Frutiger Aeroのデザインの特徴として、3DCGによるトランスルーセントやスキューモーフィズムを用いたガラスのような光沢や立体感のある要素、金属光沢や蛍光色などの明るく鮮やかな配色、自然（植物、空や海、オーロラ、熱帯魚の魚群や周囲の風景を反射する水滴など）の写真・モチーフといったものが挙げられる。
Frutiger Aeroは1990年代末期に流行したY2Kから派生したものであり多くの共通点を持っているが、Y2Kはインターネット・バブルに由来するテクノロジーの進化へのSF的期待が全面に出された、硬質なサイバーパンク的要素に強く特徴付けられるのに対し、Frutiger Aeroは当時高まりを見せていた環境主義やヒューマニズム、iPhoneの発売を機に発生していたフィーチャーフォンからスマートフォンへのパラダイムシフト、デジタルネイティブ世代の台頭などの影響が顕著に見られ、より自然に近い見た目が重視されている。こうしたデザインは、進化したテクノロジーの斬新さやエコ・フレンドリーを強調しつつ、テクノロジーに疎い消費者にも親しみやすさ（ユーザビリティ）をアピールできることから広い分野で流行していったものと考えられている。

## 歴史

### Y2Kからの移行と主流化
| エベラルド・コエーリョがKDE向けにデザインしたアイコン。明るく鮮やかな色と光沢のある質感というFrutiger Aeroの特徴を有している。 |  | エベラルド・コエーリョがKDE向けにデザインしたアイコン。明るく鮮やかな色と光沢のある質感というFrutiger Aeroの特徴を有している。 |
| エベラルド・コエーリョがKDE向けにデザインしたアイコン。明るく鮮やかな色と光沢のある質感というFrutiger Aeroの特徴を有している。 |  | |

Frutiger Aeroの萌芽とも呼べるのが、2001年に発売されたMac OS X v10.0のAquaと、Windows XPのLunaである。これらは基本的にY2Kに分類されるデザインだが、1990年代末までの無機質な印象の強かったデスクトップ環境のイメージを大幅に変え、GUIを親しみやすいデザインで彩るというトレンドを生み出した。その後、2003年に発表されたWindows Longhorn（2004年に開発リセット）のコンセプトデザインで更に洗練されたGUIデザインが提案され、煌びやかな光沢や透明効果に彩られたGUIというFrutiger Aeroの特徴がここから現れ始めた。
Frutiger Aeroは2004年頃からGPUの描画技術の向上に伴いモバイルOSやゲーム機等の組み込みOSでも見られ始め、PlayStation PortableのクロスメディアバーやニンテンドーDS、その後の任天堂のWiiを始めとした第7世代ゲーム機やPocket PC等のPDAのGUIデザインにも広がっていき、次第にY2Kに代わる主流のデザイン言語となっていった。
Frutiger Aeroの特徴的なデザインを確立させたのは2007年に発売されたWindows Vista及びWindows 7で採用されたWindows Aeroと、AppleのiPhoneに搭載されたiPhone OS（後のiOS）である。Windows AeroはLonghornの流れを汲んだ透明効果とオーロラのような光沢の表現が多用されたGUIのデザインに特徴付けられ、iPhone OSは当時主流ではなかったマルチタッチパネルでの操作にユーザーが早く順応できるようにスキューモーフィズムが多用されており、いずれもその後のコンピュータやモバイル向けのGUIデザインに大きな影響を与えた。
2010年代初頭までには任天堂のWii UやソニーのPlayStation Vita、AndroidやLinuxなどのGUIデザイン、『ザ・シムズ3』や『Fruit Ninja』、『ミラーズエッジ』などのコンピュータゲームの他、『WALL・E』や『ルイスと未来泥棒』などの未来をテーマとした映画、エコ・フレンドリーや省エネルギーを謳う様々な家電や自動車（低公害車、コンセプトカー）、住宅用ソーラーパネルや洗濯用洗剤といった製品の広告やコマーシャルなどにもFrutiger Aeroやそれに類似したデザインが見られるなど隆盛を極めた。

### 衰退
しかし、2012年のWindows 8のModern UIや翌年のiOS 7ではスキューモーフィズムを極力取り払ったフラットデザインが採用された。フラットデザインはそのシンプルな見た目と情報の伝えやすさ、GPUに掛かる負荷が少なく済むなどの利点から評価が高まり、そこからいわゆるミニマリズムの流行が始まった。
逆にFrutiger Aeroのような立体的なGUIデザインはUIの主張が激しい、アイコンなどのデザイン作成に手間がかかる等の欠点が目立ち始めて次第に主流ではなくなり、その後はコンピュータ以外の分野でもフラットデザインや2017年に登場したコーポレート・メンフィスに取って代わられ、2010年代後半頃にはFrutiger Aeroに基づいたデザインはほとんど見られなくなり、事実上衰退した。

### 再ブーム
2022年末にTikTokやYouTubeのユーザーの間でFrutiger Aeroの持つ未来的な美しいデザインが話題を呼び、特にFrutiger Aeroの全盛期と同時期に初めてコンピュータに触れる経験をしたZ世代の人々にノスタルジアを引き起こさせることや、代わって主流となったフラットデザインやコーポレート・メンフィスに対する無個性・無機質さへの不満などが相まって懐古主義的人気が広がりリバイバルブームが発生、インターネット・ミームとなった。
それと同時に、Frutiger Aero全盛期当時のゲームのサウンドトラック（阿保剛、C418等）やゲーム機の内蔵ソフトウェアのBGM（Wii、Wii U、ニンテンドー3DS等）が美学と関連づけられる形で発掘され、更にFrutiger Aeroの世界観を表現した透明感のある穏やかな音色を出すシンセサイザーをメロディに用いた電子音楽（チルウェイヴ、ヴェイパーウェイヴ、アンビエント・ミュージック、EDM等）をブームに触発される形でリリースするトラックメイカーも多く現れた。それらは纏めて「Frutiger Aero Music」と総称され、リバイバルブームの一翼を担っている。

### 回帰の兆し
2020年代に入り、Windows 11のフルーエント・デザイン・システムやAppleのLiquid Glassといった、GUIに再びスキューモーフィズムやトランスルーセントを部分的に取り入れる動きも起こっており（いわゆるグラスモーフィズムやニューモーフィズム）、そうした新たなトレンドをFrutiger Aeroに因み『ネオ・エアロ（Neo Aero）』と呼ぶ声もある。

## ギャラリー

### UIデザイン

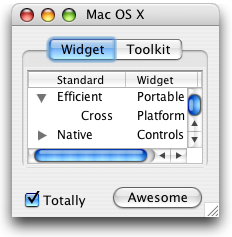
Mac OS XのAquaのインターフェイス
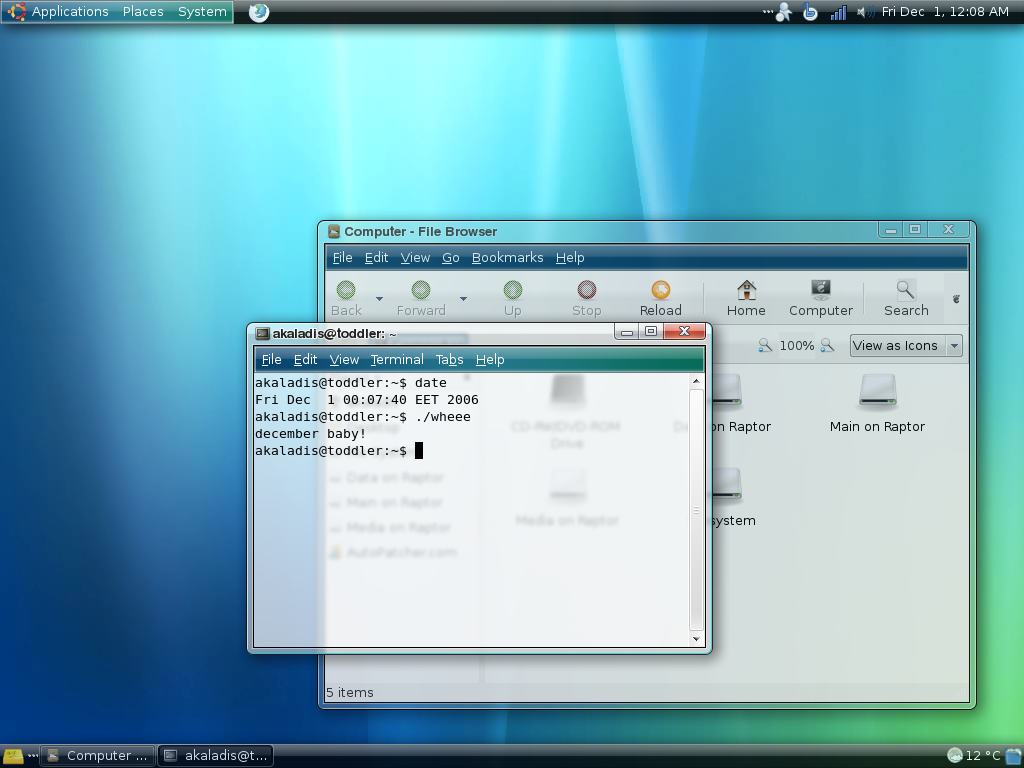
GNOME上で再現されたWindows Aero（2007年）
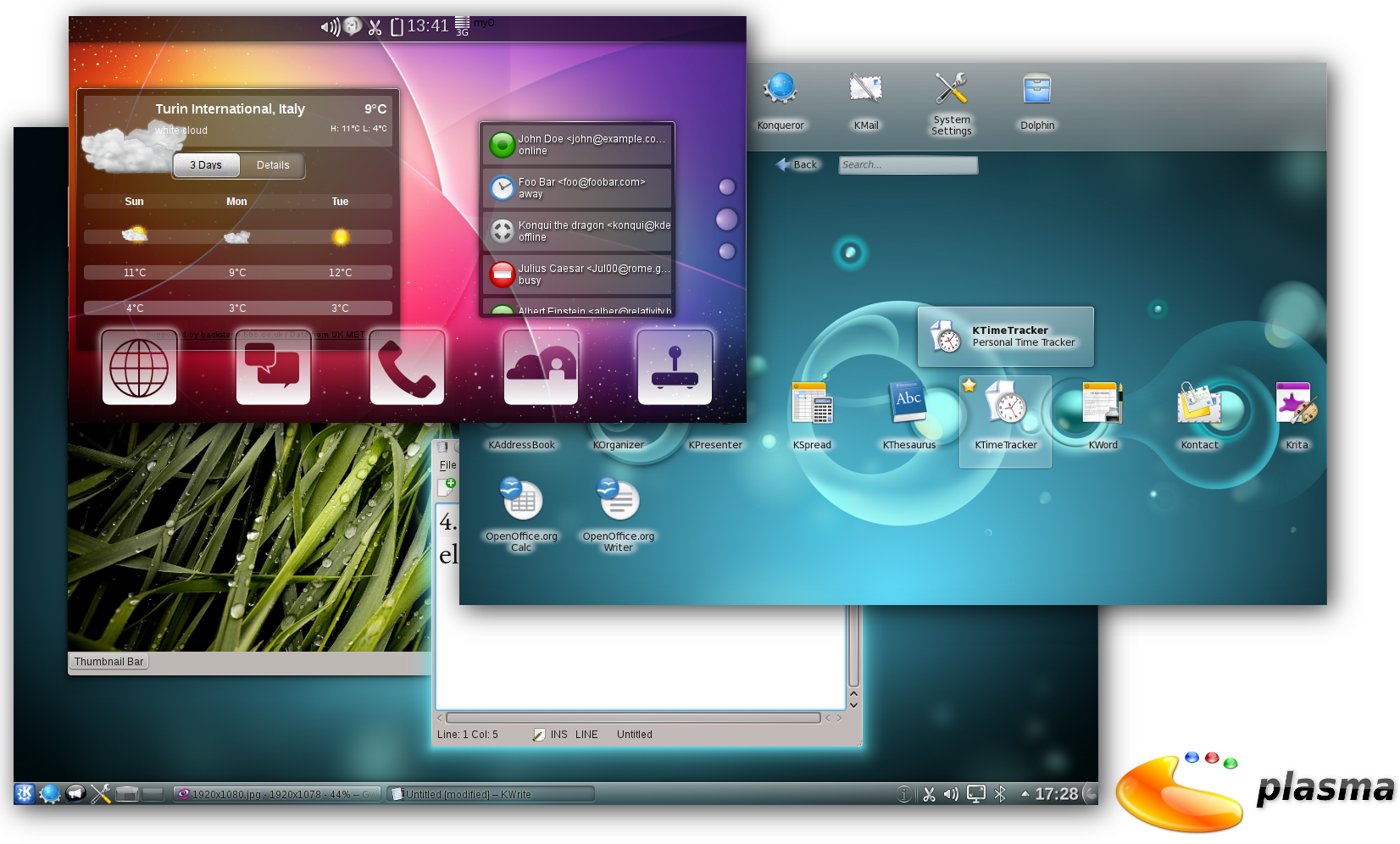
KDE Plasma 4のデスクトップUI（2011年）
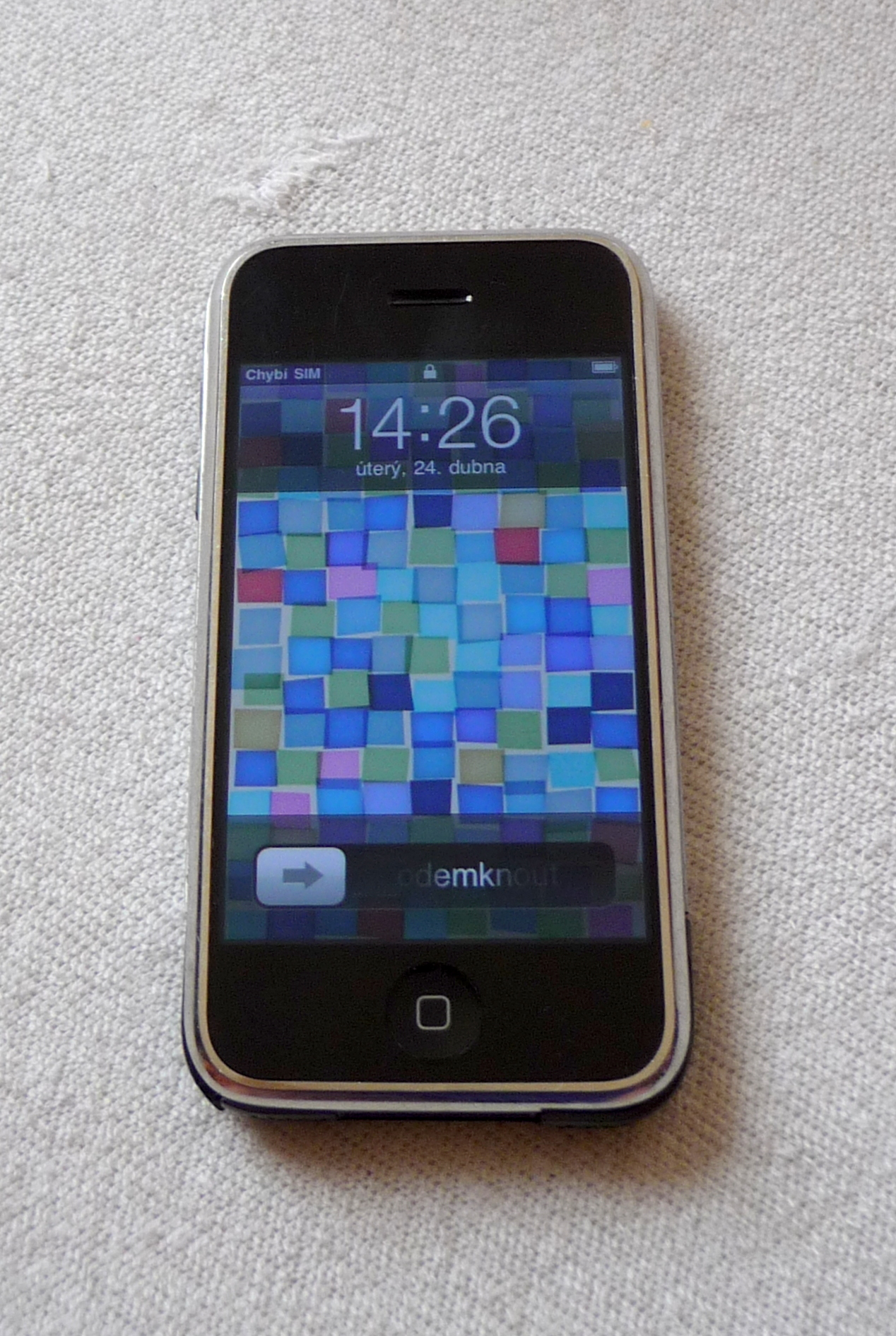
iPhone OS 3が動作しているiPhone (初代)
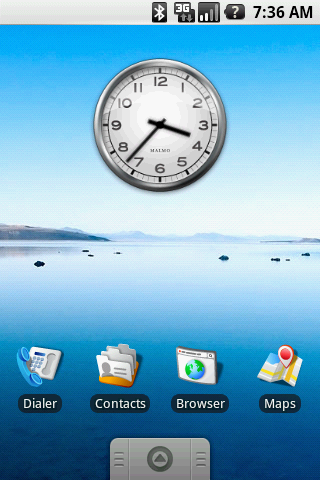
Android 1.0のホーム画面

### デバイス

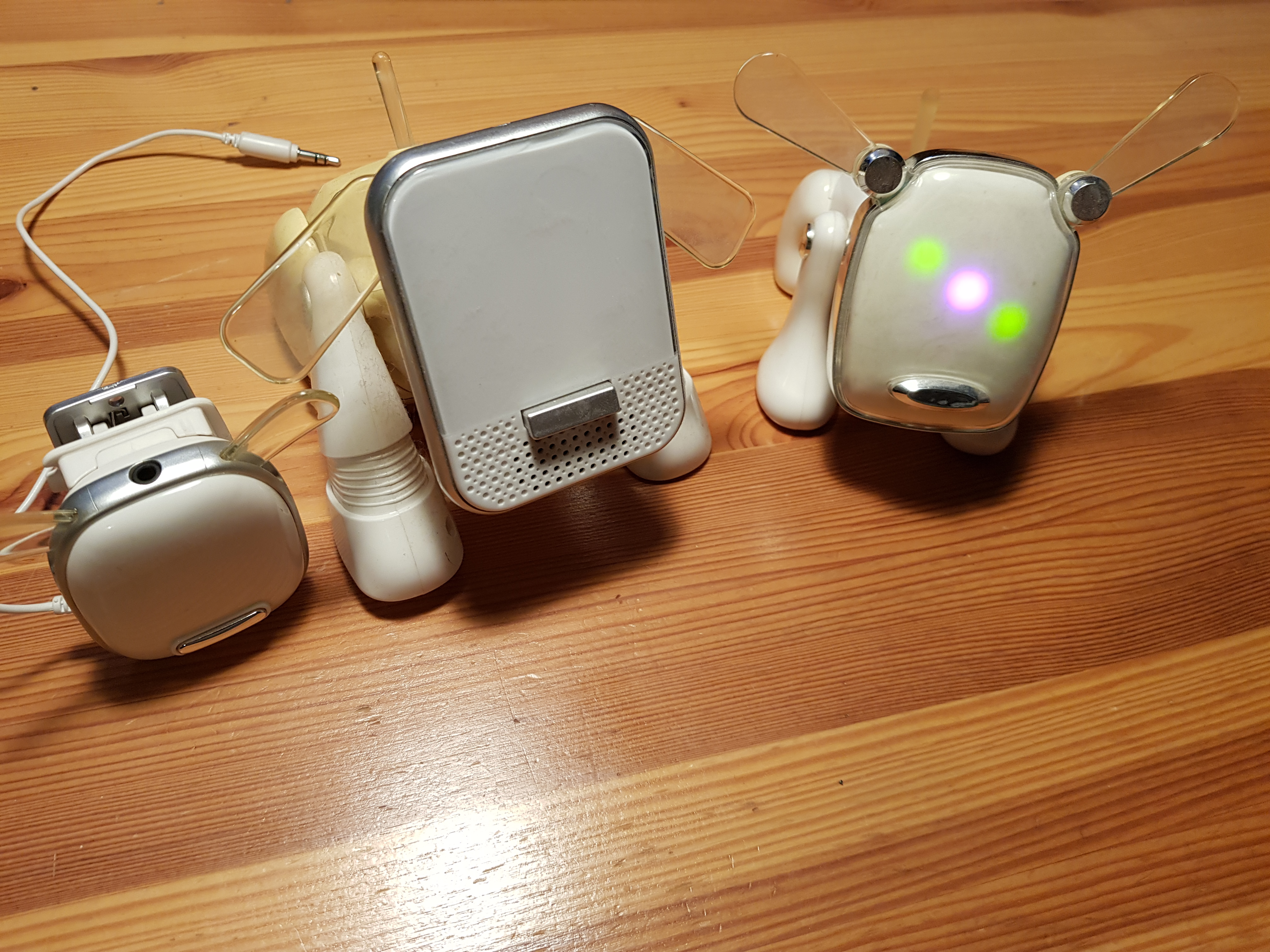
セガトイズ（現：セガ フェイブ）の「iDog（英語版）」(2005年)
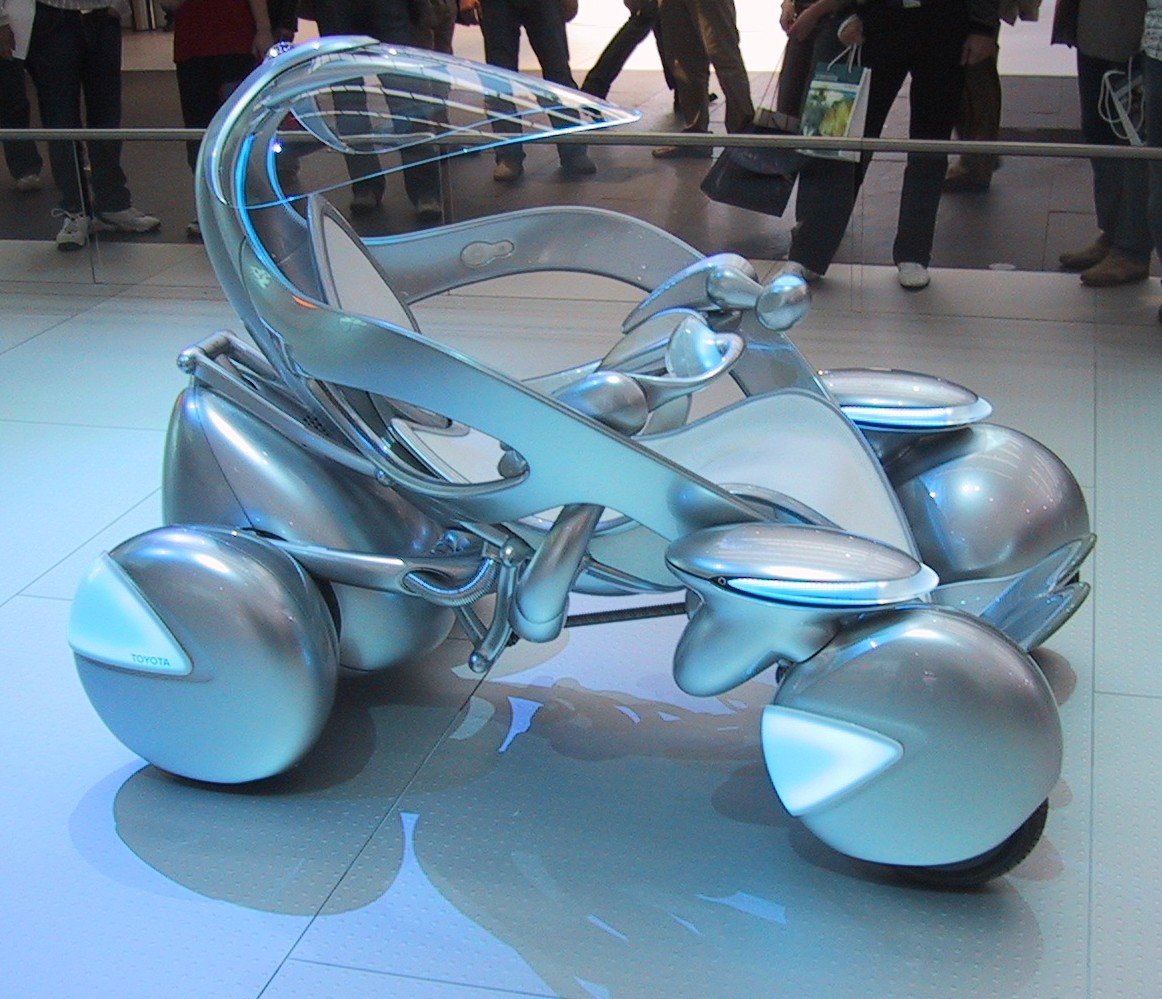
トヨタのコンセプトカー「i-unit」(2005年)
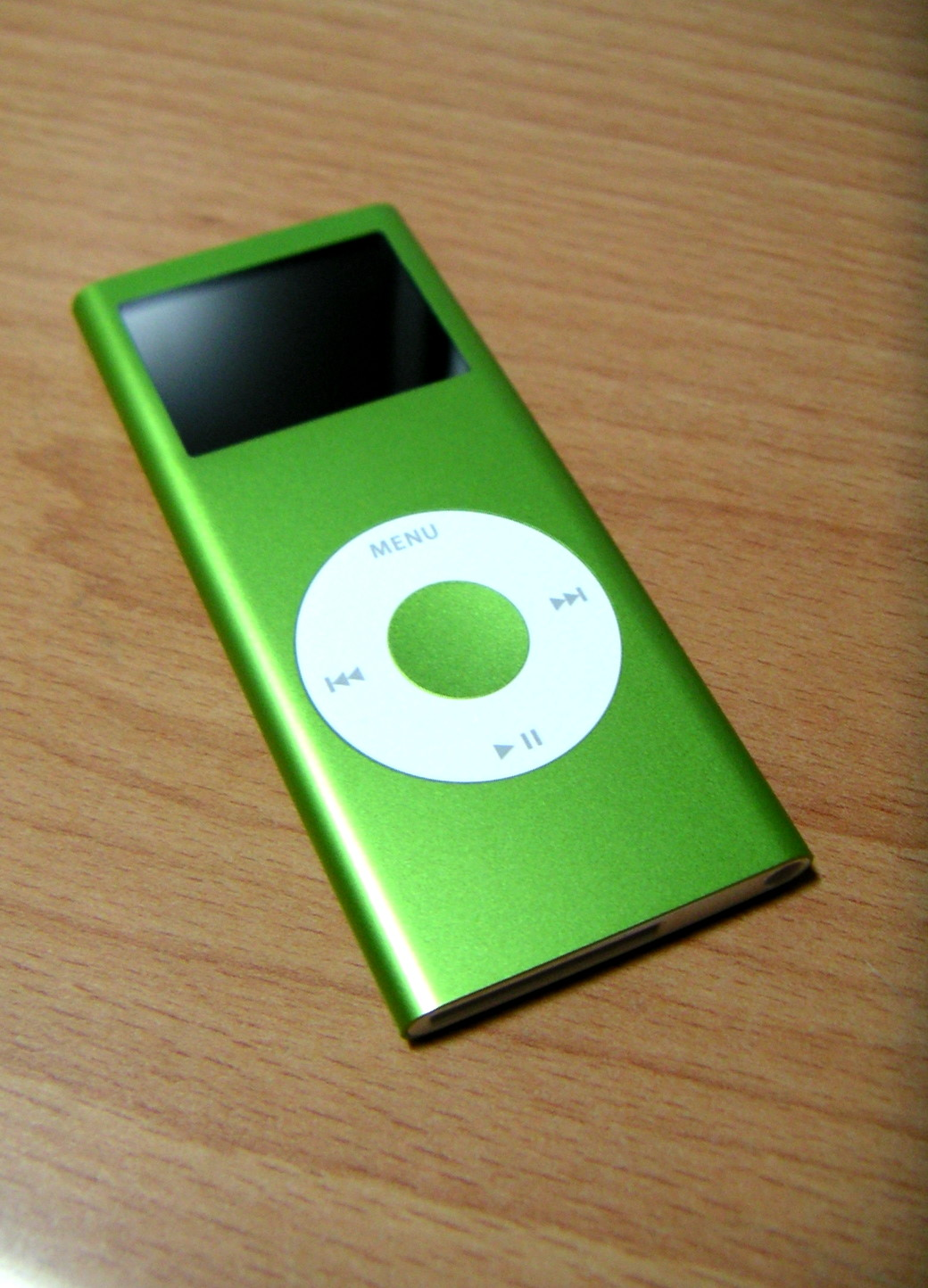
iPod nano（第2世代、2006年）
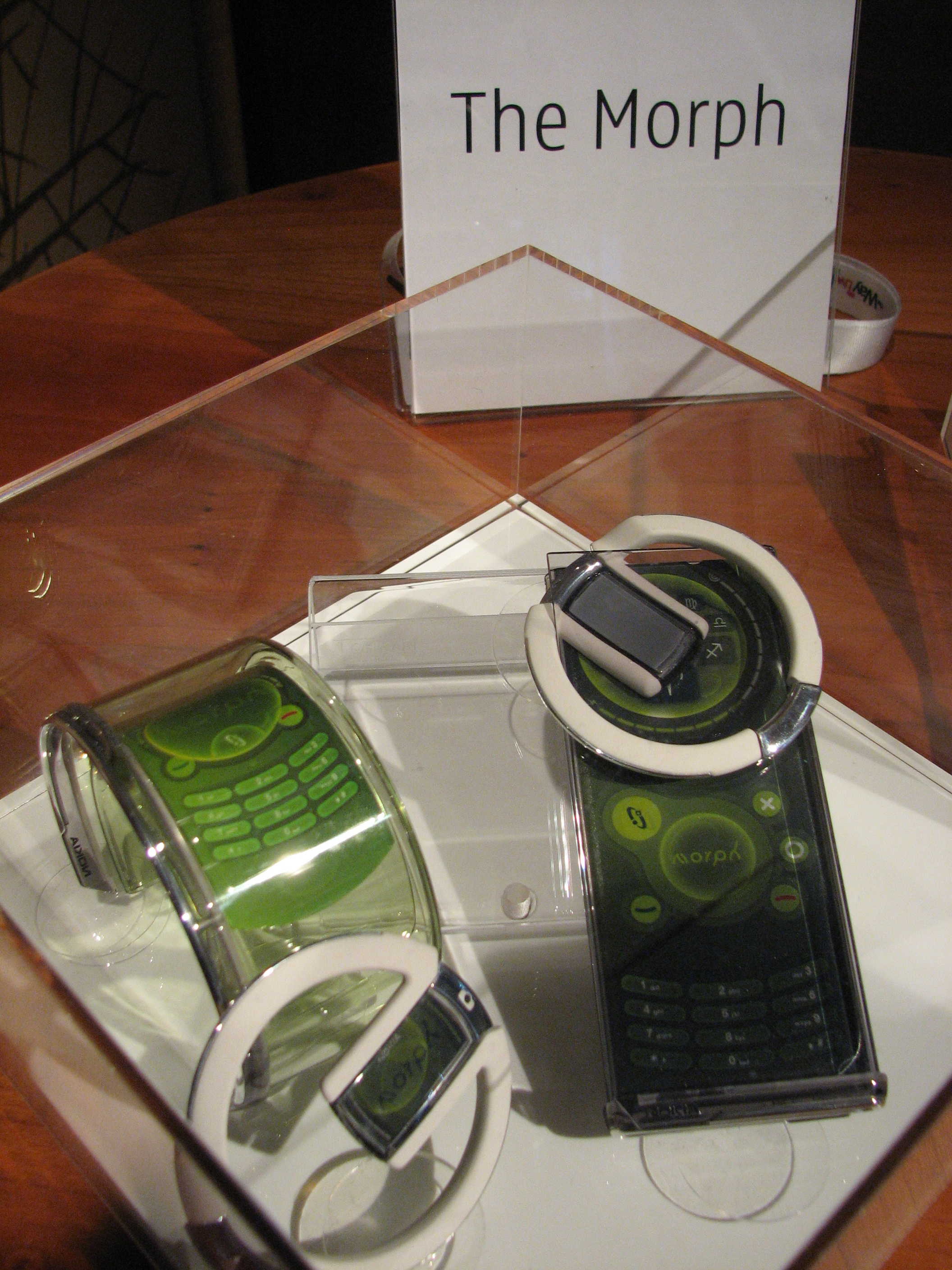
ノキアのコンセプト携帯電話「Morph」(2008年)
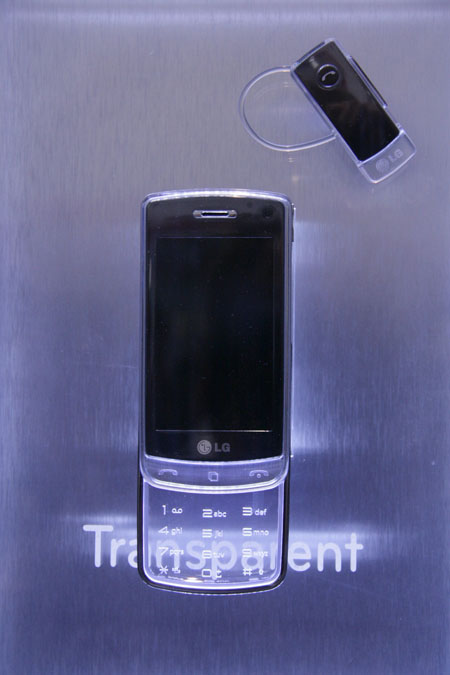
LG Crystal（英語版）（2009年）

### その他

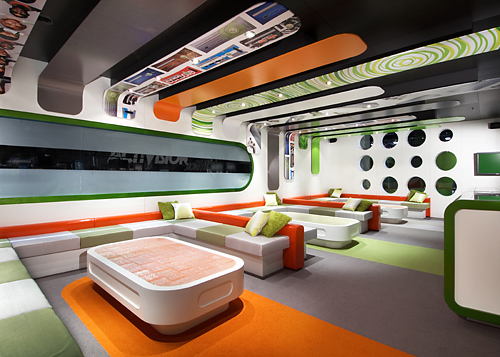
E3 2005のマイクロソフト（Xbox）ブース
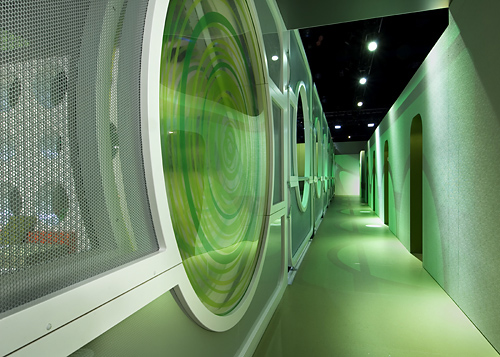
E3 2005のマイクロソフトブース
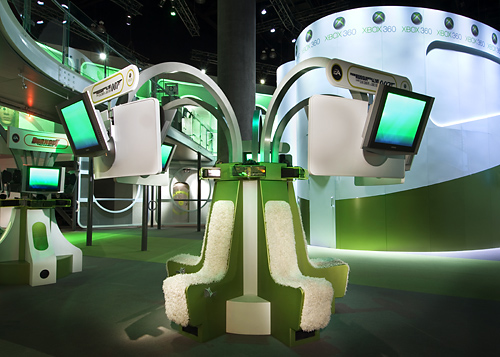
E3 2005のマイクロソフトブース
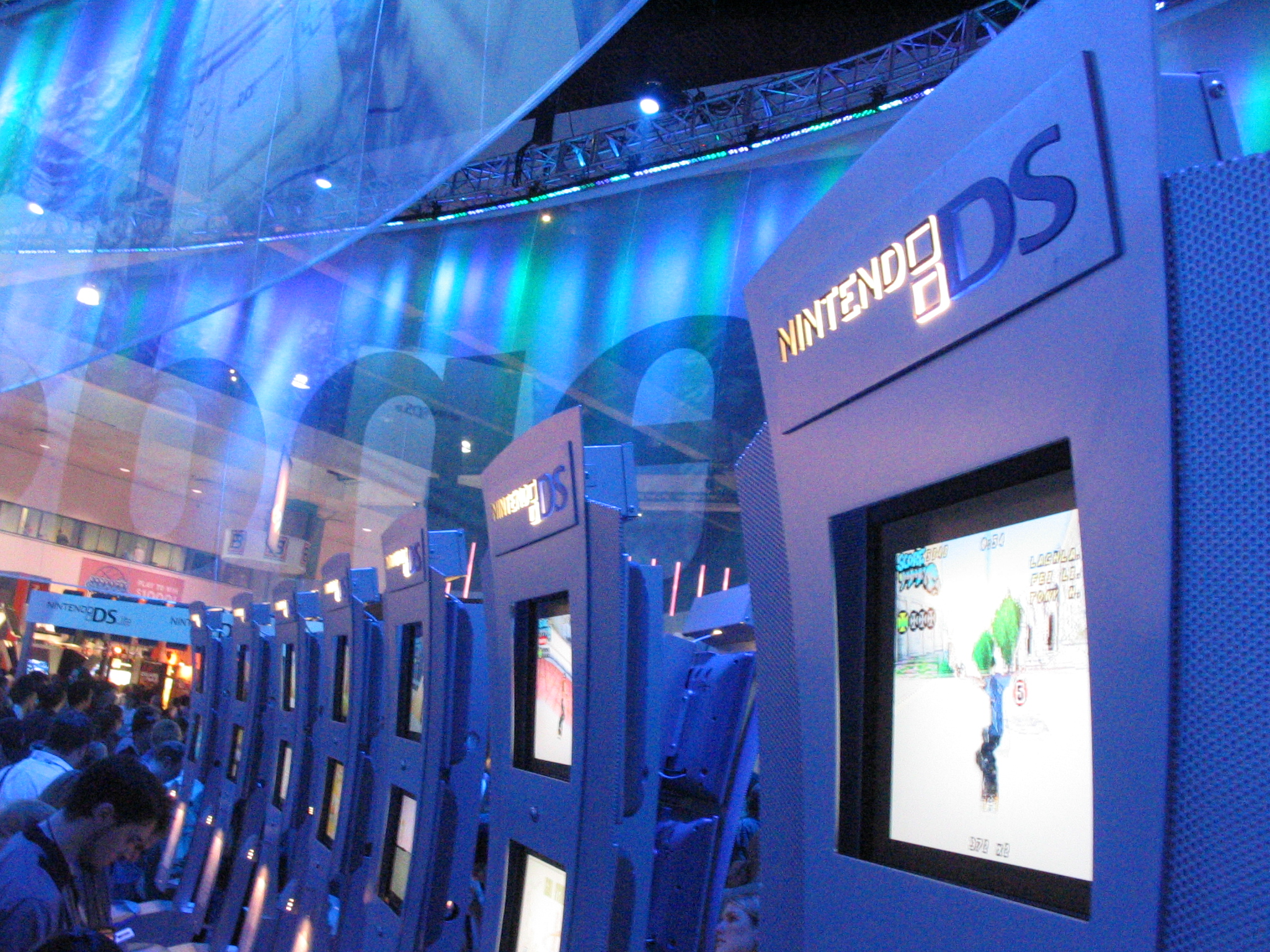
E3 2006の任天堂ブース